# Дінора Пайнс
Дінора Пайнс Льюїсон (30 грудня 1918 — 26 лютого 2002), відома під дошлюбним прізвищем Дінора Пайнс — британська лікарка і психоаналітикиня єврейського походження, дослідниця жіночої психології та психосоматичних захворювань, піонерка у психоаналітичному лікуванні першого та другого покоління тих, хто пережили Голокост.

## Життєпис
Народилася в 1918 році в Луцьку, в Україні. Її сім'я переїхала до Антверпена, а її батько Ное Пайнс, який був хірургом-офтальмологом, отримав медаль від короля Бельгії після успішної операції на очах. Невдовзі після цього її батько переїхав до Лондона, оскільки він помилково вважав, що його кваліфікація буде прийнята там без подальшої перепідготовки. Оскільки це не так, він перекваліфікувався, але не володіючи достатньо добре англійською, він складав іспити латиною. Маючи потребу прогодувати свою сім'ю та привезти їх до Лондона, він не продовжував складати іспити з офтальмологічної хірургії та вирішив працювати як лікар загальної практики, створивши свою хірургію в Іст-Енді Лондона.
Дінора Пайнс відвідувала школу для дівчат у лондонському Сіті та здобула ступінь з сучасних мов в Університетському коледжі Лондона. Маючи кваліфікацію з чотирьох мов, вона вступила до Сорбонни, але повернулася до Англії, коли почалася війна.
Між 1940 і 1945 роками вона перекваліфікувалася на лікарку і як студентка була евакуйована до Ексетера. Під час війни вона втратила членів сім'ї під час Голокосту в Європі. Пайнс одружилася з Ентоні Льюїсоном у 1946 році і мала двох синів. Вона працювала лікаркою загальної практики, а також керувала дерматологічними клініками в лікарні Елізабет Гаррет Андерсон і лікарні Південного Лондона для жінок і дітей.
Дізнавшись, що її пацієнти краще реагують на розмову, ніж на будь-які ліки, призначені для лікування захворювань шкіри, Пайнс почала поекспериментувати з емоційним підходом до зменшення проблем шкіри. Вона зустріла Гільду Абрагам, і це привело її до інтересу до психології. У 1959 році вона вступила на курс і клініку Гемпстедської дитячої терапії, а в 1965 році стала кваліфікованою психоаналітикинею. Потім пішла на приватну практику. Дінора Пайнс була однією з засновників підліткового центру Брента, заснованого Мо та Егле Лауферами, і стала головою групи B в Інституті психоаналізу. Вона цікавилася жіночою психологією та психосоматичними захворюваннями.
Пайнс пожертвувала матеріал для біографії Карла Абрагама. Вона проаналізувала свою доньку Гільду, коли їй було шість, відзначаючи подробиці її реакції на клізми та мастурбацію. Гільда, яка залишалася давньою подругою Дінори Пайнс, померла в 1971 році, і оскільки аналіз був переданий Пайнс, вона змогла додати його до запису роботи Карла Абрагама в 1974 році.
Незважаючи на те, що вона багато писала на теми, що стосуються внутрішньої психології жінок, Дінора Пайнс також була піонеркою у психоаналітичному лікуванні першого та другого покоління тих, хто пережили Голокост. Вона була високоповажаною клініцисткою і шановною аналітикинею з навчання. Її архіви зберігаються в Інституті психоаналізу Лондона.

## Вибрані твори
- Pines, Dinora (December 1972). Pregnancy and motherhood: interaction between fantasy and reality. British Journal of Medical Psychology. 45 (4): 333—343. doi:10.1111/j.2044-8341.1972.tb02216.x. PMID 4680578.
- Pines, Dinora (February 1980). Skin communication: Early skin disorders and their effect on transference and countertransference. The International Journal of Psychoanalysis. 61 (3): 315—23. PMID 7440071.
- Pines, Dinora (1982). The relevance of early psychic development to pregnancy and abortion. The International Journal of Psychoanalysis. 63 (3): 311—9. PMID 7129777.
- Pines, Dinora (1986). Working with women survivors of the Holocaust: affective experiences in transference and countertransference. The International Journal of Psychoanalysis. 67 (3): 295—307. PMID 3744688.
- Pines, Dinora (1990). Emotional aspects of infertility and its remedies. The International Journal of Psychoanalysis. 71 (4): 561—68. PMID 2074144.
- Pines, Dinora (1990). Pregnancy, miscarriage and abortion: a psychoanalytic perspective. The International Journal of Psychoanalysis. 71 (2): 301—07. PMID 2365549.
- Pines, Dinora (1994). A woman's unconscious use of her body. New Haven: Yale University Press. ISBN 978-0300059601.
- Pines, Dinora (1997). Der weibliche Körper: eine psychoanalytische Perspektive (German) . Stuttgart: Klett-Cotta. ISBN 978-3608916652.